# Señora Acero
Señora Acero, también conocida como Señora Acero, La Coyote durante las temporadas tres, cuatro y cinco, es una serie de televisión creada por Roberto Stopello que comenzó a emitirse en el canal estadounidense Telemundo el 23 de septiembre de 2014 y concluyó el 29 de enero de 2019. La serie es producida por Argos Comunicación y Telemundo Studios (ahora conocida como Telemundo Global Studios), y es distribuida por Telemundo Internacional.
Ambientadas y filmadas en México, las temporadas 1 y 2 cuentan la historia de Sara Aguilar (Blanca Soto), una hermosa mujer ama de casa, que por su propia indecisión termina convirtiéndose en la traficante de drogas y lavado de dinero más poderosa de todo México para poder proteger a su hijo y sus amigos. A partir de la tercera temporada, la serie gira en torno a Vicenta Acero (Carolina Miranda), más conocida como «La Coyote», una bella joven que ayuda a los inmigrantes a cruzar la frontera de México para ir a los Estados Unidos. Después de saber que es hija de Vicente Acero, termina uniéndose al clan de los Acero-Quintanilla, y ella, junto con su hermano Salvador Acero (Michel Duval) se unen para poder seguir ayudando a los inmigrantes a cruzar la frontera y defenderse de las injusticias.
El 21 de febrero de 2018, Telemundo confirmó que la serie había sido renovada para una quinta temporada, cuyas grabaciones iniciaron el 25 de junio de 2018.
El 8 de noviembre de 2018, se anunció que la quinta temporada sería la última de la serie a través del Instagram de Ana Lucía Domínguez.

## Trama
| Temporada | Temporada | Episodios | Episodios | Emisión original         | Emisión original       |
| Temporada | Temporada | Episodios | Episodios | Primera emisión          | Última emisión         |
| --------- | --------- | --------- | --------- | ------------------------ | ---------------------- |
|           | 1         | 73        | 73        | 23 de septiembre de 2014 | 12 de enero de 2015    |
|           | 2         | 75        | 75        | 22 de septiembre de 2015 | 11 de enero de 2016    |
|           | 3         | 93        | 93        | 19 de julio de 2016      | 5 de diciembre de 2016 |
|           | 4         | 77        | 77        | 6 de noviembre de 2017   | 20 de febrero de 2018  |
|           | 5         | 77        | 77        | 15 de octubre de 2018    | 29 de enero de 2019    |

### Primera temporada
La serie sigue la vida de Sara Aguilar Bermúdez (Blanca Soto), una mujer que tiene todo lo que cualquiera puede desear en la vida. Ella vive una vida muy feliz y alegre, pero nada ni nadie le dice lo que el destino le tiene preparado. El día que decide casarse por la iglesia con su esposo Vicente Acero (Damián Alcázar), a petición de su hijo Salvador, un comando de sicarios asesinan a Vicente, y a raíz de ello, la vida de Sara cambia para siempre pues descubre que su esposo no era el príncipe que ella creía, por lo que comienza a huir de los enemigos de su difunto esposo. Así es como se le presenta la oportunidad a Sara de convertirse en la gran «Señora de Acero» para así poder vengarse de todos los que la lastimaron e intentaron hundirla mientras huía para sobrevivir junto con su hijo enfermo.

### Segunda temporada
Después de permanecer en prisión durante cinco años, Sara espera ser liberada por falta de pruebas. Sin embargo, el presidente de la República Heriberto Roca (Mario Loría), a petición de su secretaria privada, Berta Aguilar (Luciana Silveyra), sentencia a Sara a 25 años de prisión. El odio de una hermana resentida, las ambiciones políticas de un presidente corrupto y otra mala jugada del destino obligan a la «Señora Acero» a caer en manos de su peor enemigo «El Teca Martínez». Y por segunda vez le toca despedirse de su hijo Salvador (Michel Duval) ahora convertido en un hombre, y de su gran amor, Manuel Caicedo (Lincoln Palomeque) para combatir a las personas que tanto daño le han causado.

### Tercera temporada
Narra la historia de Vicenta Rigores (Carolina Miranda) una mujer respetada por su lucha por los inmigrantes mexicanos y por lograr el sueño americano. Los migrantes evitan ser detenidos por el departamento de inmigración o por las bandas de narcotráfico de las fronteras que los secuestran para utilizarlos como esclavos en la producción y distribución de drogas. A todas estas personas se les facilitará su recorrido por Vicenta, conocida en las fronteras como «la Coyote». Vicenta es una mujer de belleza salvaje y temperamento aguerrido, que se destaca por ser la Coyote más famosa y más temida de la frontera entre México y Estados Unidos. Sumando a esto, es una de las personas más buscadas por el departamento de control de seguridad nacional fronteriza, especialmente por Daniel Phillips (Luis Ernesto Franco), un policía fronterizo al que cautiva y lo vuelve su cómplice. Ella sabe que el único delito cometido por muchos de estos inmigrantes es haber nacido del otro lado de una línea que divide los dos países, y por esta razón, está dispuesta a protegerlos con su propia vida. Vicenta no tiene consciencia de su verdadero parentesco, hasta que su madre Edelmira, en su lecho de muerte, le confiesa que es la hija bastarda del comandante Vicente Acero y media hermana de Salvador Acero (Michel Duval), único heredero hasta ahora de la dinastía Acero Aguilar.
Vicenta no se las vera fácil, ya que tendrá que lidiar con Chucho Casares (Sergio Goyri), uno de los capos de los traficantes de armas más poderosos del norte de México, conocido por proveer las mejores armas importadas a los cárteles, terroristas y hasta el propio ejército mexicano. Chucho no solo es su enemigo por haber asesinado a su madre sino porque se opondrá a su relación con Abelardo (Adrián Di Monte), su hijo y primer gran amor de Vicenta. Para Vicenta, llevar el apellido Acero puede ser su salvación.... o su sentencia de muerte. Lo que ella tiene claro es que por sus venas corre acero y que ahora ella es la única y segunda «Señora Acero».

### Cuarta temporada
Vicenta y Daniel se juran amor eterno al enterrar vivo a Chucho Casares, quien es devorado por los coyotes en medio del desierto, pero el destino se empeña en amargarles la existencia y tendrán que atravesar nuevamente por una sangrienta lluvia de balas. Ahora, la familia Acero es buscada por los gobiernos de México y Estados Unidos. Todos son sospechosos de la muerte del gobernador de Chihuahua, Chucho Casares. Debido a esto, deciden ponerle punto final a su estancia en Chihuahua y mudarse a Matamoros, Tamaulipas y poder seguir huyendo tanto de sus enemigos como de la ley. Las cosas se complican cuando Salvador es llevado a prisión; después de que el presidente Heriberto Roca les pusiera precio a su cabeza y una orden de detencion en cadena nacional e intentarán huir del hotel donde se ocultaba la familia.
Indira Cárdenas (Gaby Espino) ahora posicionada como la nueva jefa del Homeland Security y la patrulla fronteriza del estado de Texas, continúa detrás de los pasos de Vicenta y Daniel, pues quiere evitar a toda costa que estos continúen cruzando migrantes por la frontera. A semanas de haber huido de prisión, El Indio Amaro chantajea a Indira y la vuelve su socia para que le permita hacer cruces de droga por la frontera y secuestrar migrantes para esclavizarlos, pero Vicenta y Daniel le interceptan un importante cargamento de droga y logran rescatar algunos migrantes, ganándose el juramento de venganza eterna del Indio Amaro. Aunado a esto, el narcotraficante colombiano, Julián Romero (Diego Cadavid) llega a México para vengar la muerte de sus familiares, usando ante Vicenta, una máscara de heroísmo y, a la vez, tratando de conquistar el corazón de la Coyote, hasta obsesionarse con ella y llevar a cabo sus propósitos contra Salvador y El Gallo (Óscar Priego).
Salvador continúa enamorado de su mujer, Rosario (Oka Giner) y anhelan tener un hijo, pero les es imposible debido al abuso que Rosario sufrió por parte de Pepito (Mauricio Henao) en el pasado. El Gallo Quintanilla (Óscar Priego) decide lanzarse a un cargo político y se convierte en presidente municipal de Matamoros. Empoderado, el Gallo puede mover los hilos a su antojo y en beneficio de la familia Acero, principalmente para tener de su lado a la policía fronteriza y proteger a la familia. Cuando el presidente Heriberto Roca captura a Vicenta y la tortura, el Gallo y doña Cayetana (Lourdes Reyes), sabiendo de los negocios sucios en los que ha estado implicado el presidente de México, lo chantajean para que retire todos los cargos en contra de la familia Acero y rescatar a Vicenta. Lo que los Acero ignoran es que aún hay un enemigo más poderoso detrás de ellos: Romero, el verdadero heredero del "desaparecido" cártel de Cali. 
Seis meses después de la muerte de Chucho Casares y de dichos acontecimientos, tras el golpe de Estado que llevó la caída del Presidente Heriberto Roca al ser envenenado en secreto en la cárcel por Romero matandolo instantáneamente, después de que el Gallo fuera nombrado oficialmente presidente municipal de Matamoros, en un cruce de migrantes por el golfo, Vicenta, Daniel, el Gallo y Salvador se enfrentan una vez más al Indio Amaro y a Indira Cárdenas. Ambos planean un último atentado en contra los Acero y acabar de una vez por todas con sus enemigos, dejando tras de sí una estela de muerte y desolación.

### Quinta temporada
Vicenta Acero, con ocho meses de embarazo, tiene que presenciar el doloroso momento de ver a su esposo, Daniel Phillips, morir entre sus brazos luego de permanecer seis meses en coma, desatando el impulso de ir a enfrentar al responsable: Julián Romero, después de que quedaran al descubierto todas las atrocidades que ha arrojado contra los Acero.
Durante el feroz enfrentamiento, Vicenta le comunica de manera anónima a Alberto Fuentes (David Chocarro), un agente del FBI, el paradero del asesino de su marido. Este, tras seguir la pista de la llamada, llega al refugio donde encuentra a Vicenta para salvarla de Romero, pero el tiempo se agota; ella rompe fuente. Alberto es quien se encarga de recibir al hijo de Vicenta en medio de la nada, y nace entre ellos un vínculo muy fuerte que los hace unirse en una promesa hasta enamorarse irremediablemente.
Seis años después comienza una nueva vida para los Acero. El mundo del lavado de dinero, narcotráfico y los cruces de migrantes han acabado y decidido dedicarse a la crianza de embriones de caballos. Tras haber permanecido once años en la prisión de Nueva York, y para sorpresa de todos, El Teca Martínez (William Miller) se encuentra vivo, con un odio lacerante y una insaciable sed de venganza contra los Acero, quienes acabaron con su familia y su fortuna. Los Acero, quienes llevan 6 años con una vida llena de paz y alejados de cualquier peligro, se verán obligados a huir al enterarse de la reaparición del Teca, quien utilizará métodos inimaginables para destruir a cada miembro que lleve entre sus hombros el apellido Acero, como destruir la campaña política a la gobernatura de Josefina y el Gallo, infiltrar a su gente entre los Acero, alterar la enfermedad de Salvador y atacarlos por donde más les duele: sus hijos. Por esto, Vicenta, junto a su hijo Daniel, de seis años, decide alejarse de su familia para huir con su hijo y protegerlo de la monstruosa psicopatía del Teca.
Mientras tanto, la Tuti (Ana Lucía Domínguez), ahora como dueña de un burdel, verá de nuevo el dolor de alejarse de su hijo y protegerlo del Teca, su abuelo, ocultándole su origen y aliándose con los Acero para resguardase.
En medio de la persecución y la desesperación, Vicenta conocerá a personas maravillosas que la ayudarán a esconderse de las garras de este poderoso enemigo para poner a salvo a su hijo y poder mantener unida a su familia. Debido a ello, Vicenta, Alberto y la Tuti unen fuerzas para deshacerse del Teca, pero él no descansará hasta verlos destruidos y cumplir con la premisa: "Ojo por ojo... pariente por pariente". ¿Será posible que algún día los Acero finalmente puedan dormir en paz?

## Audiencia
| Temporada | Episodios | Primera emisión          | Primera emisión      | Última emisión         | Última emisión       | Prom. de espectadores (millones) |
| Temporada | Episodios | Fecha                    | Audiencia (millones) | Fecha                  | Audiencia (millones) | Prom. de espectadores (millones) |
| --------- | --------- | ------------------------ | -------------------- | ---------------------- | -------------------- | -------------------------------- |
| 1         | 73        | 23 de septiembre de 2014 | —                    | 12 de enero de 2015    | 2.76                 | —                                |
| 2         | 75        | 22 de septiembre de 2015 | 2.43                 | 11 de enero de 2016    | 2.65                 | —                                |
| 3         | 93        | 19 de julio de 2016      | —                    | 5 de diciembre de 2016 | —                    | —                                |
| 4         | 77        | 6 de noviembre de 2017   | 1.77                 | 20 de febrero de 2018  | 1.84                 | 1.37                             |
| 5         | 69        | 15 de octubre de 2018    | 1.39                 | 29 de enero de 2019    | 1.27                 | 1.04                             |

## Elenco y personajes
| Personaje                | Temporada                               | Temporada               | Temporada           | Temporada              | Temporada           |
| Personaje                | 1                                       | 2                       | 3                   | 4                      | 5                   |
| Principales              | Principales                             | Principales             | Principales         | Principales            | Principales         |
| ------------------------ | --------------------------------------- | ----------------------- | ------------------- | ---------------------- | ------------------- |
| Sara Aguilar             | Blanca Soto                             | Blanca Soto             |                     |                        |                     |
| Aracely Paniagua         | Litzy                                   | Litzy                   | Litzy               |                        |                     |
| Vicente Acero            | Damián Alcázar (Y)                      |                         | Desconocido         |                        |                     |
| Felipe Murillo           | Marco Pérez                             |                         |                     |                        |                     |
| El Indio Amaro           | Jorge Zárate                            | Jorge Zárate            | Jorge Zárate        | Jorge Zárate           |                     |
| Mariana Huerdo           | Rossana San Juan                        |                         |                     |                        |                     |
| Eliodoro Flores Tarso    | Andrés Palacios                         |                         |                     |                        |                     |
| Enriqueta Sabido         | Rebecca Jones                           |                         |                     |                        |                     |
| Acacio Martínez          | José Luis Reséndez                      | José Luis Reséndez      |                     | José Luis Reséndez (Y) | William Miller      |
| Alfredo Díaz             |                                         | José Luis Reséndez (R)  |                     |                        |                     |
| Manuel Caicedo           | Lincoln Palomeque                       | Lincoln Palomeque       | Lincoln Palomeque   |                        |                     |
| Miguel Quintanilla       | Alejandro Calva (R)                     | Alejandro Calva         |                     |                        |                     |
| Vicenta Acero            |                                         |                         | Carolina Miranda    | Carolina Miranda       | Carolina Miranda    |
| Daniel Phillips          |                                         |                         | Luis Ernesto Franco | Luis Ernesto Franco    |                     |
| Chucho Casares           |                                         |                         | Sergio Goyri        |                        |                     |
| Edelmira Rigores         |                                         |                         | Laura Flores (Y)    |                        |                     |
| Larry Pérez              |                                         |                         | José María Torre    |                        |                     |
| Marta Mónica             |                                         | Ana Lucía Domínguez (R) | Ana Lucía Domínguez | Ana Lucía Domínguez    | Ana Lucía Domínguez |
| Indira Cárdenas          |                                         |                         | Gaby Espino         | Gaby Espino            |                     |
| Julián Montero           |                                         |                         |                     | Diego Cadavid          | Diego Cadavid (Y)   |
| Alberto Fuentes          |                                         |                         |                     |                        | David Chocarro      |
| Leticia Moreno           |                                         |                         |                     |                        | Paulina Gaitán      |
| Héctor Ruiz              |                                         |                         |                     |                        | Mauricio Islas      |
| Recurrentes              |                                         |                         |                     |                        |                     |
| Josefina Aguilar         | Aurora Gil                              | Aurora Gil              | Aurora Gil          | Aurora Gil             | Aurora Gil          |
| Marcelo Dóriga           | Alberto Agnesi                          | Alberto Agnesi          | Alberto Agnesi      | Alberto Agnesi         |                     |
| El Roscas                |                                         | Roberto Wohlmuth        | Roberto Wohlmuth    | Roberto Wohlmuth       |                     |
| El Mudo                  | Roberto Wohlmuth                        |                         |                     |                        |                     |
| Erick Quintanilla        |                                         | Óscar Priego            | Óscar Priego        | Óscar Priego           | Óscar Priego        |
| Bebote                   |                                         | Eduardo Amer            | Eduardo Amer        | Eduardo Amer           | Eduardo Amer        |
| Mario Casas              |                                         | Rodrigo Guirao Díaz     | Rodrigo Guirao Díaz | Rodrigo Guirao Díaz    |                     |
| Salvador Acero           | Alan Castillo (A)Patricio Sebastián (A) | Michel Duval            | Michel Duval        | Michel Duval           | Michel Duval        |
| José Ángel Godoy         | Wilson Figueredo (A)Gabriel Santoyo (A) | Mauricio Henao          | Mauricio Henao      | Mauricio Henao         |                     |
| Berta Aguilar            | Luciana Silveyra                        | Luciana Silveyra        |                     |                        |                     |
| Miriam Godoy             | Valentina Acosta                        | Valentina Acosta        |                     |                        |                     |
| Plutarco                 | Andrés Zuno                             | Andrés Zuno             |                     |                        |                     |
| Alicia Requejo           | Quetzalli Bulnes                        | Quetzalli Bulnes        |                     |                        |                     |
| Joaquín Fernández        | Sergio LozanoMartín Barba               | Sergio Lozano           |                     |                        |                     |
| El Chamuco               |                                         | Alejandro Oliva         | Alejandro Oliva     |                        |                     |
| El Tepo                  |                                         | Adrián Cue              | Adrián Cue          |                        |                     |
| Heriberto Roca           |                                         | Mario Loría             |                     | Mario Loría            |                     |
| Cayetana Acosta          |                                         | Lourdes Reyes           |                     | Lourdes Reyes          |                     |
| Briceida Montero         |                                         | Astrid Hernández        |                     | Astrid Hernández (Y)   |                     |
| Rosa Sánchez             |                                         |                         | Rosario Zúñiga      | Rosario Zúñiga         |                     |
| Rosario Franco           |                                         |                         | Oka Giner           | Oka Giner              | Samantha Siqueiros  |
| Victoria Phillips        |                                         |                         | Nubia Martí         | Nubia Martí            |                     |
| Domingo Alvarado         |                                         |                         | León Peraza         | León Peraza            |                     |
| Débora Cañizares         |                                         |                         | Lucía Silva         | Lucía Silva            |                     |
| Andrea Dóriga            |                                         |                         | María José Magán    | María José Magán       |                     |
| Tecolote                 |                                         |                         |                     | Jonathan Islas         | Jonathan Islas      |
| Azuceno                  |                                         |                         |                     | Felipe Betancur        | Felipe Betancur     |
| Ximena Ladrón de Guevara |                                         |                         | Haydeé Navarra      | Haydeé Navarra         |                     |
| Aída Franco              |                                         |                         | Jessica Segura      | Jessica Segura         | Jessica Segura      |
| Sergio Mendoza           |                                         |                         | Javier Escobar      | Javier Escobar         |                     |
| Felipe Quintanilla       | Desconocido                             | Liam Cruz (A)           | Santiago Ley (A)    | Nicolás Chunga (A)     | Emiliano Zurita     |
| Arturo Sánchez           |                                         |                         | Shalim Ortiz        | Shalim Ortiz           |                     |

## Música
Listado de pistas
| N.º | Título                                                  | Duración   |  |
| 1.  | «La Señora de Acero» (Los Tucanes de Tijuana)           | 5:33       |  |
| 2.  | «La venganza de Sarita» (Los Tucanes de Tijuana)        | 4:33       |  |
| 3.  | «La Coyote» (Los Tucanes de Tijuana)                    | 5:35       |  |
| 4.  | «La justiciera de la frontera» (Los Tucanes de Tijuana) | 5:36       |  |
| 5.  | «La ley de Murphy» (Los Tucanes de Tijuana)             |            |  |
| 6.  | «Yo no pienso volver» (Litzy)                           | [ nota 5 ] |  |

## Premios y nominaciones
| Año  | Premio            | Categoría               | Nominados                              | Resultado |
| ---- | ----------------- | ----------------------- | -------------------------------------- | --------- |
| 2014 | People en Español | Telenovela del año      | Señora Acero                           | Nominada  |
| 2014 | People en Español | Galanazo del año        | Andrés Palacios                        | Nominado  |
| 2014 | People en Español | Mejor actriz            | Blanca Soto                            | Nominada  |
| 2014 | People en Español | El malo más malo        | Jorge Zárate                           | Nominado  |
| 2014 | People en Español | La mala más mala        | Rebecca Jones                          | Nominada  |
| 2014 | People en Español | Mejor química           | Blanca Soto & Andrés Palacios          | Nominados |
| 2015 | Premios Tu Mundo  | Superserie del año      | Señora Acero                           | Nominada  |
| 2015 | Premios Tu Mundo  | Protagonista favorito   | Andrés Palacios                        | Nominado  |
| 2015 | Premios Tu Mundo  | Protagonista favorita   | Blanca Soto                            | Nominada  |
| 2015 | Premios Tu Mundo  | El malo más bueno       | José Luis Reséndez                     | Nominado  |
| 2015 | Premios Tu Mundo  | La mala más buena       | Luciana Silveyra                       | Nominada  |
| 2015 | Premios Tu Mundo  | Mejor actor de reparto  | Arturo Barba                           | Nominado  |
| 2015 | Premios Tu Mundo  | El malo más bueno       | Jorge Zárate                           | Nominado  |
| 2015 | Premios Tu Mundo  | Mejor actriz de reparto | Litzy                                  | Nominada  |
| 2015 | Premios Tu Mundo  | El mala más bueno       | Rebecca Jones                          | Nominada  |
| 2015 | Premios Tu Mundo  | Primer actor            | Damián Alcázar                         | Nominado  |
| 2015 | Premios Tu Mundo  | Protagonista favorita   | Blanca Soto                            | Nominada  |
| 2016 | Premios Tu Mundo  | Superserie favorita     | Señora Acero II                        | Nominada  |
| 2016 | Premios Tu Mundo  | Protagonista favorita   | Blanca Soto                            | Nominada  |
| 2016 | Premios Tu Mundo  | El malo más bueno       | José Luis Reséndez                     | Nominado  |
| 2016 | Premios Tu Mundo  | Protagonista favorita   | Blanca Soto                            | Nominada  |
| 2016 | Premios Tu Mundo  | La mala más buena       | Luciana Silveyra                       | Nominada  |
| 2016 | Premios Tu Mundo  | La mala más buena       | Rosario Zúñiga                         | Nominada  |
| 2016 | Premios Tu Mundo  | El malo más bueno       | Rodrigo Guirao                         | Ganador   |
| 2016 | Premios Tu Mundo  | Actor favorito          | Lincoln Palomeque                      | Ganador   |
| 2016 | Premios Tu Mundo  | Actor favorito          | Mauricio Henao                         | Nominado  |
| 2016 | Premios Tu Mundo  | Actriz favorita         | Ana Lucía Domínguez                    | Nominada  |
| 2016 | Premios Tu Mundo  | Actriz favorita         | Aurora Gil Castro                      | Nominada  |
| 2016 | Premios Tu Mundo  | Actriz favorita         | Litzy                                  | Nominada  |
| 2016 | Premios Tu Mundo  | La pareja perfecta      | Blanca Soto & Lincoln Palomeque        | Nominados |
| 2016 | Premios Tu Mundo  | La pareja perfecta      | Litzy & Alberto Agnesi                 | Nominados |
| 2016 | Premios Tu Mundo  | Revelación del año      | Michel Duval                           | Nominado  |
| 2017 | Premios Tu Mundo  | Súper Serie Favorita    | Señora Acero 3: La Coyote              | Nominada  |
| 2017 | Premios Tu Mundo  | Protagonista favorito   | Luis Ernesto Franco                    | Nominado  |
| 2017 | Premios Tu Mundo  | Protagonista favorita   | Carolina Miranda                       | Nominada  |
| 2017 | Premios Tu Mundo  | Actriz favorita         | Gaby Espino                            | Nominada  |
| 2017 | Premios Tu Mundo  | El malo más bueno       | José María Torre Hütt                  | Nominado  |
| 2017 | Premios Tu Mundo  | Actor favorito          | Michel Duval                           | Nominado  |
| 2017 | Premios Tu Mundo  | La pareja perfecta      | Carolina Miranda & Luis Ernesto Franco | Nominados |